# Carne de vinha d'alhos

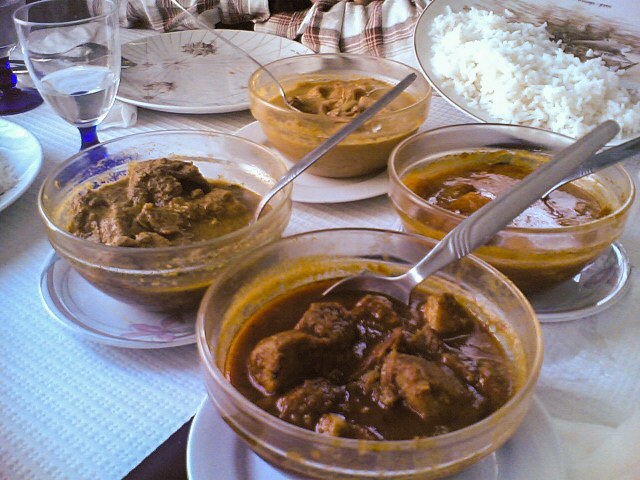
Vinha d'alhos de porco e outros pratos de origem goesa.

Carne de vinha-d'alhos é um prato típico de Natal na Ilha da Madeira, com origem no Minho.
É feito com carne de porco, vinho branco, vinagre, alho, louro, segurelha, sal e pimenta, e deixado a marinar durante pelo menos dois dias. Depois é cozido na própria marinada e guardado.
Na hora de comer é frito com banha de porco e acompanhado com pão frito na mesma gordura da cozedura.